# Катасина
Катасина (яп. 片品村 Катасина-мура) — село в Японии, находящееся в уезде Тоне префектуры Гумма. Площадь села составляет 392,01 км², население — 4862 человека (1 июля 2014), плотность населения — 12,40 чел./км².

## Географическое положение
Село расположено на острове Хонсю в префектуре Гумма региона Канто. С ним граничат города Нумата, Никко, Уонума, посёлок Минаками и сёла Каваба, Хиноэмата.

## Население
Население села составляет 4862 человека (1 июля 2014), а плотность — 12,40 чел./км². Изменение численности населения с 1980 по 2005 годы:
| 1980 | 6134 чел. |  |
| 1985 | 6132 чел. |  |
| 1990 | 6109 чел. |  |
| 1995 | 6106 чел. |  |
| 2000 | 5929 чел. |  |
| 2005 | 5478 чел. |  |

## Символика
Деревом села считается берёза плосколистная, цветком — Lysichiton camtschatcense, птицей — Syrmaticus soemmerringii.